# Habib Tengour

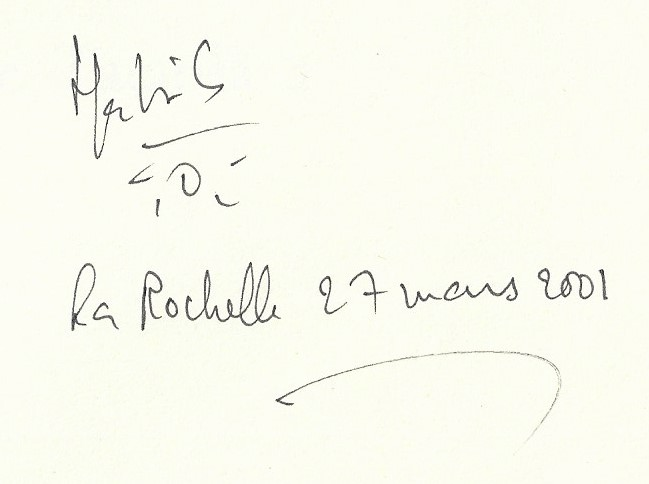
Signature de Habib Tengour

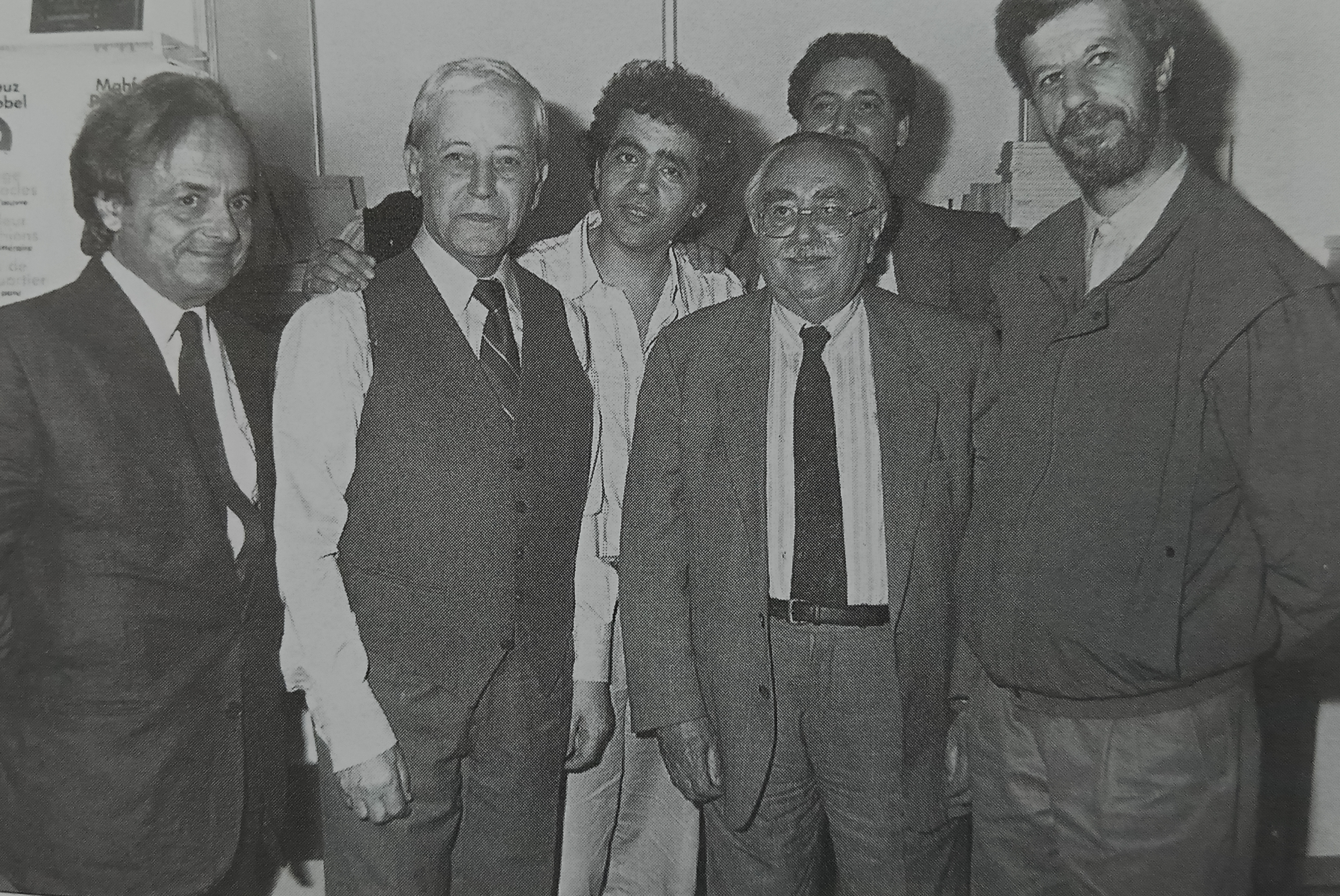
Adonis, Mohamed Dib, Habib Tengour, Edmond El Maleh, Mohamed Benni

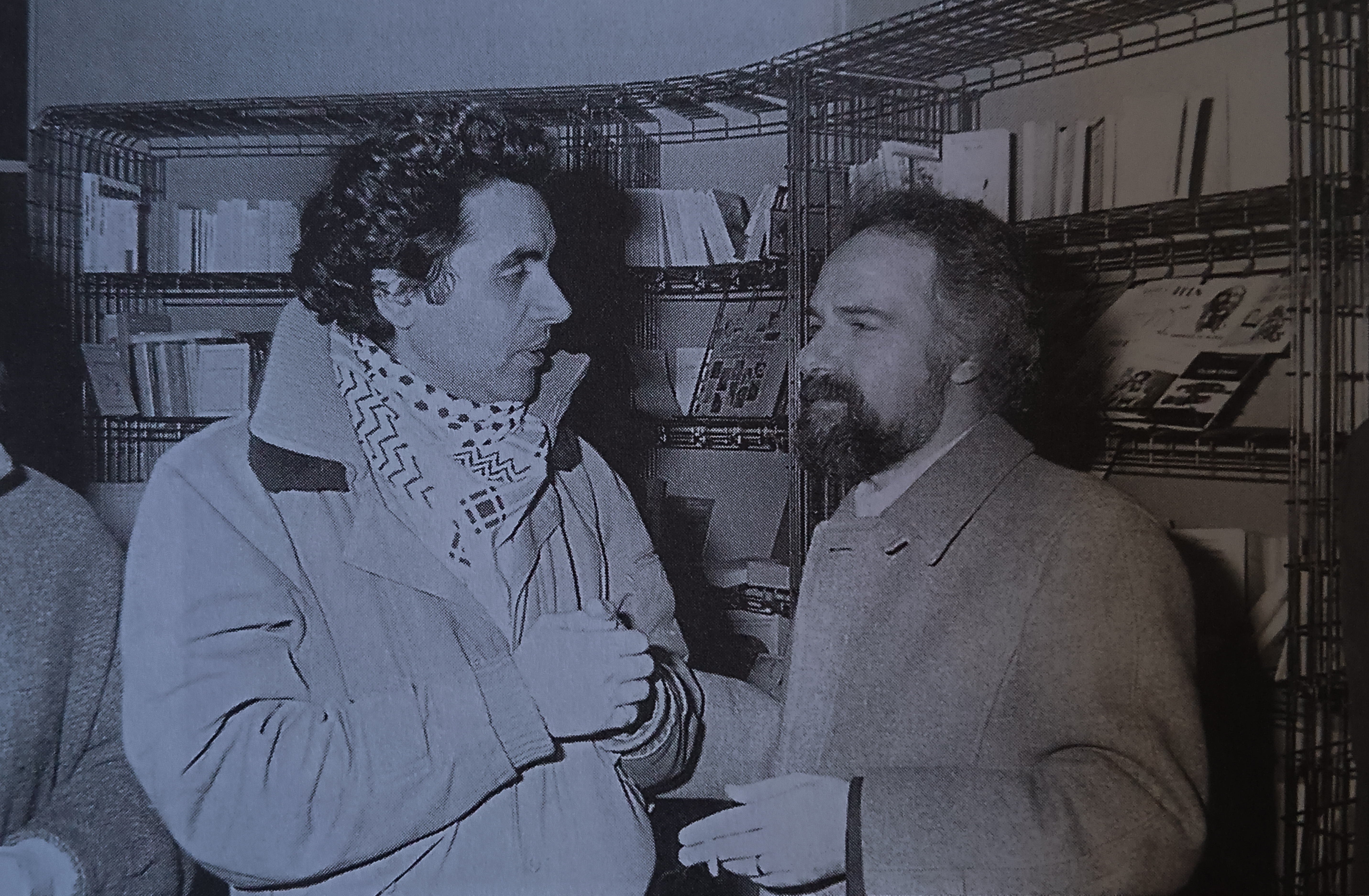
Habib Tengour et Abdellatif Laâbi au Salon du livre Paris

Habib Tengour (en arabe : حبيب تنقور) est un écrivain, poète et sociologue algérien né à Mostaganem le 29 mars 1947.

## Biographie
En 1959, Habib Tengour arrive en France avec son père, enseignant de langue arabe et qui a appris le métier de plombier à Nantes, militant nationaliste avant 1954 qui a quitté l'Algérie pour échapper aux persécutions policières. 
Il poursuit ses études à Paris et, après avoir obtenu une licence de sociologie, rentre en Algérie effectuer son "service national", militaire puis civil, enseignant à l'université de Constantine. Il partage depuis son temps entre l'Algérie et la France, ses activités universitaires et le travail littéraire.

### Poèmes
- Tapapakitaques, la poésie-île,  P.J. Oswald, Paris, 1976.
- La Nacre à l'âme, couverture et trois dessins de Khadda, Éditions de l'Orycte, Sigean, 1981.
- L'Arc et la cicatrice, Entreprise Nationale du Livre, Alger, 1983 (78 p.); Éditions de la différence, 2006  (ISBN 2-7291-1594-3).
- Schistes de Tahmad II, couverture et quatre dessins d'Abdallah Benanteur, Éditions de l'Orycte, Paris, 1983.
- Ce Tatar-là 2, Éditions Dana, 1999 (exemplaires de tête accompagnés d'une gravure d'Abdallah Benanteur)  (ISBN 2-911492-21-8).
- Épreuve 2, Dana, Rennes, 2002  (ISBN 2-911492-32-3).
- États de chose, suivi de Fatras et La sandale d'Empédocle (témoignages 1991-1994), La rumeur des âges, La Rochelle, 2003.
- Gravité de l'ange, Éditions La Différence, Paris, 2004   (ISBN 2-7291-1513-7)

### Récits
- Le Vieux de la Montagne, relation, 1977-1981, Sindbad, Paris, 1983 (118 p)  (ISBN 2-7274-0081-0).
- Sultan Galièv ou La rupture des stocks, Cahiers, 1972-1977, CRIDSSH, Oran, 1983; Sindbad, Paris, 1985 (134 p.)  (ISBN 2-7274-0115-9).Habib Tengour, Mostaganem, 2024

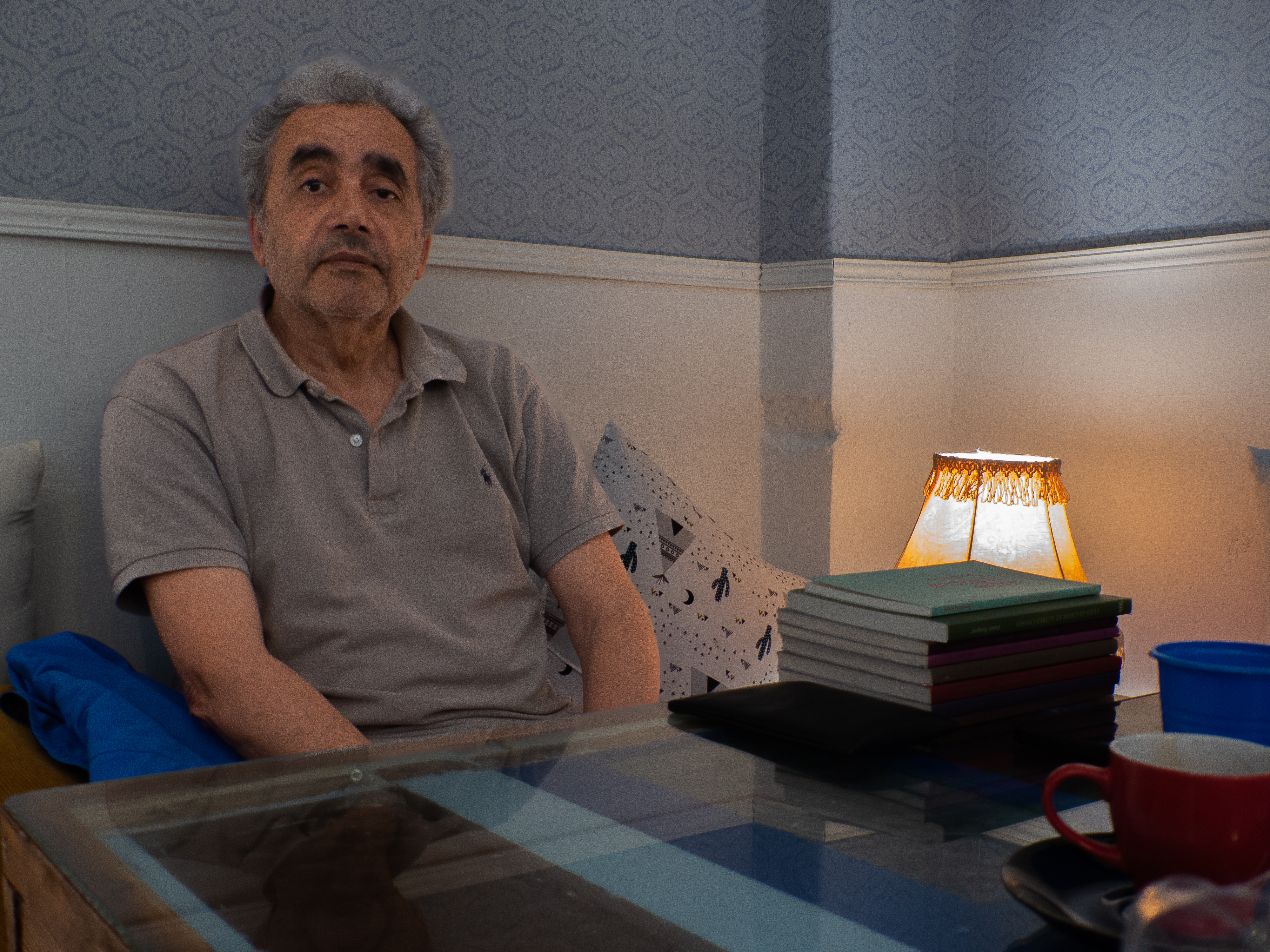
Habib Tengour, Mostaganem, 2024

- L'Épreuve de l'arc, Séances 1982-1989, Sindbad, Paris, 1990 (246 p.)  (ISBN 2-7274-0184-1).
- Gens de Mosta, Moments 1990-1994, Sindbad, Paris, et Actes Sud, Arles, 1997 [Prix ADELF 1997]   (ISBN 2-7427-1063-9)
- Le Poisson de Moïse, Fiction 1994-2001, dessin de couverture de Abdallah Benanteur, Edif 2000, Alger, et Paris-Méditerranée, Paris, 2001 (264 p.)  (ISBN 2-8427-2129-2)
- Ce Tatar-là, Éditions Dana, Paris, 2002   (ISBN 2-9114-9221-8)

### Théâtre
- Traverser, avec un dessin d'Abdallah Benanteur, La rumeur des âges, La Rochelle, 2002  (ISBN 2-8432-7065-0) [Mise en scène de Alain Rais, Théâtre du Lucernaire].

### Essais
- L'Algérie et ses populations, en collaboration avec Jean-Pierre Durand, éditions Complexe, Bruxelles, 1982  (ISBN 2-87027-095-X).
- Spatialités maghrébine traditionnelles : étude d'un cas, les Beni-Zéroual, thèse de troisième cycle, Paris, 1985.
- Retraite (témoignages), photographies d'Olivier de Sépibus, texte de Habib Tengour, traduction vers l'arabe par Saïd Djabelkheir et Esma Hind Tengour, Éditions Le Bec en l'Air, Manosque, 2004   (ISBN 2-9516-5959-8).
- Dans le soulèvement, Algérie et retours, Éditions de la Différence, 2012.

### Anthologies
- Anthologie de la littérature algérienne (1950-1987), introduction, choix, notices et commentaires de Charles Bonn, Le Livre de Poche, Paris, 1990  (ISBN 2-253-05309-0)
- Cinq poètes algériens pour aujourd'hui, Jean Sénac, Tahar Djaout, Abdelmadjid Kaouah, Habib Tengour, Hamid Tibouchi, Poésie/première, n° 26, Editions Editinter, Soisy-sur Seine, juillet-octobre 2003  (ISBN 2-915228-07-8).
- Des Chèvres noires dans un champ de neige ? 30 poètes et 4 peintres algériens,  Bacchanales n°32, Saint-Martin-d'Hères, Maison de la poésie Rhône-Alpes - Paris, Marsa éditions, 2003 ; Des chèvres noires dans un champ de neige ? (Anthologie de la poésie algérienne contemporaine), édition enrichie, Bacchanales, n° 52, Saint-Martin-d'Hères, Maison de la poésie Rhône-Alpes, 2014
- Ali El Hadj Tahar, Encyclopédie de la poésie algérienne de langue française, 1930-2008 (en deux tomes), Alger, Éditions Dalimen, 2009, 956 pages  (ISBN 978-9961-759-79-0)
- Quand l'amandier refleurira, anthologie de poètes Algériens de langue française établie par Samira Negrouche, éditions de l'Amandier, Paris, 2012

### Sur Habib Tengour
- Jean Déjeux, Bibliographie méthodique et critique de la littérature algérienne de langue française 1945-1977, SNED, Alger, 1979.
- Les Mots migrateurs, Une anthologie poétique algérienne, présentée par Tahar Djaout, Office des Publications Universitaires (OPU), Alger, 1984.
- Jean Déjeux, Dictionnaire des auteurs maghrébins de langue française, Paris, Editions Karthala, 1984  (ISBN 2-86537-085-2).
- Mourad Yelles (dir.), Habib Tengour ou l'ancre et la vague : traverses et détours du texte maghrébin, Paris, Karthala, 2003 (ISBN 2-84586-370-5, lire en ligne) ; Habib Tengour. L'arc et la lyre. Dialogues (1988-2004), Casbah éditions, Alger, 2006  (ISBN 9961-64-603-7).
- Hervé Sanson, La Trace et l'écho. Une écriture en chemin, entretiens avec Habib Tengour, Le Tell, Blida, 2012  (ISBN 978-9961-773-60-4).

## Jugements
"L'Algérie d'aujourd'hui le fait souffrir. Au-delà de la tragédie quotidienne d'une guerre contre les civils, Habib Tengour fait remarquer que la mémoire lui fait défaut. La patrie a été saccagée et les potentialités créatrices ont été étouffées. « Qu'avons-nous fait, nous, Algériens, à Dieu pour être traités de la sorte ? », se demande-t-il. Il parle des librairies vides, des senteurs de cèdre et de thuya, des filles solitaires, des barbus qui se rasent l'aine et de la mer présentée aux enfants comme un «labyrinthe carnivore». Comment besogner librement dans ce pays ? Pourquoi le monde arabe n'a pas un seul savant de portée universelle ? (...) La nostalgie fait mal ; elle consume sournoisement les gens de Mosta. Le présent est laid. Le passé est douloureux. Quant à l'avenir, Habib Tengour laisse le lecteur deviner ce qu'il réserve à ces générations d'Algériens pris en otages par une violence aux racines profondes et lointaines. Une phrase résume tout cela : «Ici, tout est réel mais rien n'est rationnel.» " 
Tahar Ben Jelloun, 1997.
Habib Tengour "se découvre dans une écriture oscillant entre la dérive imaginative du jeu surréaliste et le souffle lyrico-épique de la tradition poétique arabe et s'affirme dès le début des années 80 comme un auteur important de la nouvelle génération d'écrivains maghrébins de langue française. Il s'exprime de façon privilégiée dans la poésie et ses récits, inclassables si l'on s'en tient aux catégories génériques traditionnelles, sont éminemment poétiques. Ils sont du reste, implicitement ou explicitement donnés par l'auteur lui-même comme quête, par-delà la narration à plusieurs strates qu'ils véhiculent, de la poésie décrétée "but ultime". Avec la nouvelle génération, dont Tengour est un exemple représentatif, la littérature algérienne de langue française montre qu'elle a assimilé et dépassé un héritage (double) et, si elle lui a payé son tribut ce n'est que pour mieux en prendre congé".
"Il y a deux sortes d'écrivains. Ceux du sillon et ceux de la trace. Ou faudrait-il plutôt évoquer dès à présent le sillage ? Chaque chose en son temps. Il y a donc deux races de scripteurs. Autant dire deux planètes de signes et de rêves. Si nous retournions au désert des origines (chose éminemment souhaitable dans notre cas), on parlerait volontiers des "gens du bivouac". Certes, il faut raison garder. Nous sommes tous un jour à passer d'un côté ou de l'autre de la piste. Pour peu qu'un vent de sable se lève que l'on attendait plus. Pour peu que la nuit nous appelle hors des murs.
Il arrive évidemment que dans l'espace d'une vie, un homme ou une femme quitte son sillon, abandonne les merveilles du "Paradis" (le jenna des oasiens) pour les splendeurs de l'errance. Tout bien considéré, c'est bien du même homme, c'est bien de la même femme qu'il s'agit. Mais en règle générale - et nous savons ce qu'il faut penser des règles au désert - la différence est fondée, palpable à travers une certaine couleur du style, une certaine coulée des mots, dans la lumière particulière de l'entre-jour ou, au contraire, dans la pénétrante réverbération des grands espaces métaphysiques.
Habib Tengour est sans nul doute un homme de la trace. Même si le sillon fertile du terroir natal l'attire irrésistiblement, même si lui viennent parfois des pulsions de laboureur ou de sourcier, il n'en parcourt pas moins l'espace comme un vrai nomade. Ce mode de vie - qui est aussi un mode d'être et d'écriture - n'est certes pas de tout repos. Il le reconnaît d'ailleurs lui-même et parle à ce propos de "tension". On pourrait aisément mettre ce terme au pluriel : tensions entre l'ici et l'ailleurs, le passé et le présent, les Ancêtres et leurs héritiers, le politique et le poétique, le rêve et la réalité".